# Molí d'en Jan
El Molí d'en Jan és un edifici del municipi de Sant Pere de Riudebitlles (Alt Penedès) que forma part de l'Inventari del Patrimoni Arquitectònic de Catalunya.

## Descripció
El molí d'en Jan és un edifici aïllat situat als afores del poble, a prop d'altres edificacions industrials i de les escoles. L'estructura de l'edifici respon a la seva funció original de molí paperer. Està organitzada en planta baixa, pis i golfes, sota coberta a dues vessants. L'element exteriorment més remarcable és l'elevat nombre d'obertures de les golfes, motivat per la necessitat de ventilació en el procés d'elaboració del paper. En un petit racó ajardinat es conserva una gran roda hidràulica de fusta, al costat d'un salt d'aigua de la canalització de les deus de Sant Quintí.